# Ocotea chiapensis
Ocotea chiapensis là loài thực vật có hoa trong họ Nguyệt quế. Loài này được (Lundell) Standl. & Steyerm. miêu tả khoa học đầu tiên năm 1944.